# Domenico Mariani
Domenico Mariani, italijanski rimskokatoliški duhovnik in kardinal, * 3. april 1863, Posta, † 23. april 1939.

## Življenjepis
18. decembra 1886 je prejel duhovniško posvečenje.
16. decembra 1935 je bil povzdignjen v kardinala in imenovan za kardinal-diakona S. Cesareo in Palatio. 21. decembra istega leta je postal predsednik Administracije dediščine Apostolskega sedeža.